# Cabral Libii
Cabral Libii Li Ngué dit Cabral Libii est un journaliste, enseignant-moniteur de droit camerounais et député à l'Assemblée nationale camerounaise, élu en février 2020.

## Biographie

### Enfance, formation et débuts
Cabral Libii est né le 29 mars 1980 à Ekoamaen (Région du Centre, Cameroun), de Paul Ngué Ngué. Il a une sœur jumelle, qui ne survit pas.
Étudiant en droit à l’université de Yaoundé II,, Cabral Libii est un éditorialiste politique et contractuel d'administration à l'université de Yaoundé II. Directeur de Radio Campus, il a également animé des émissions télévisées, notamment Vox Live sur VoxAfrica,,.

### Engagement politique
Il s'insurge en permanence contre le Code électoral camerounais, qui permet à Paul Biya de s'autoriser une énième candidature à la présidence.
Il est investi à sa première candidature à la présidentielle à l'âge de 38 ans en 2018 en faisant office de candidat le plus jeune, par le Parti Univers et le professeur Prosper Nkou Mvondo fait figure de mentor politique. Il sera proclamé 3ème sur 7 candidats.

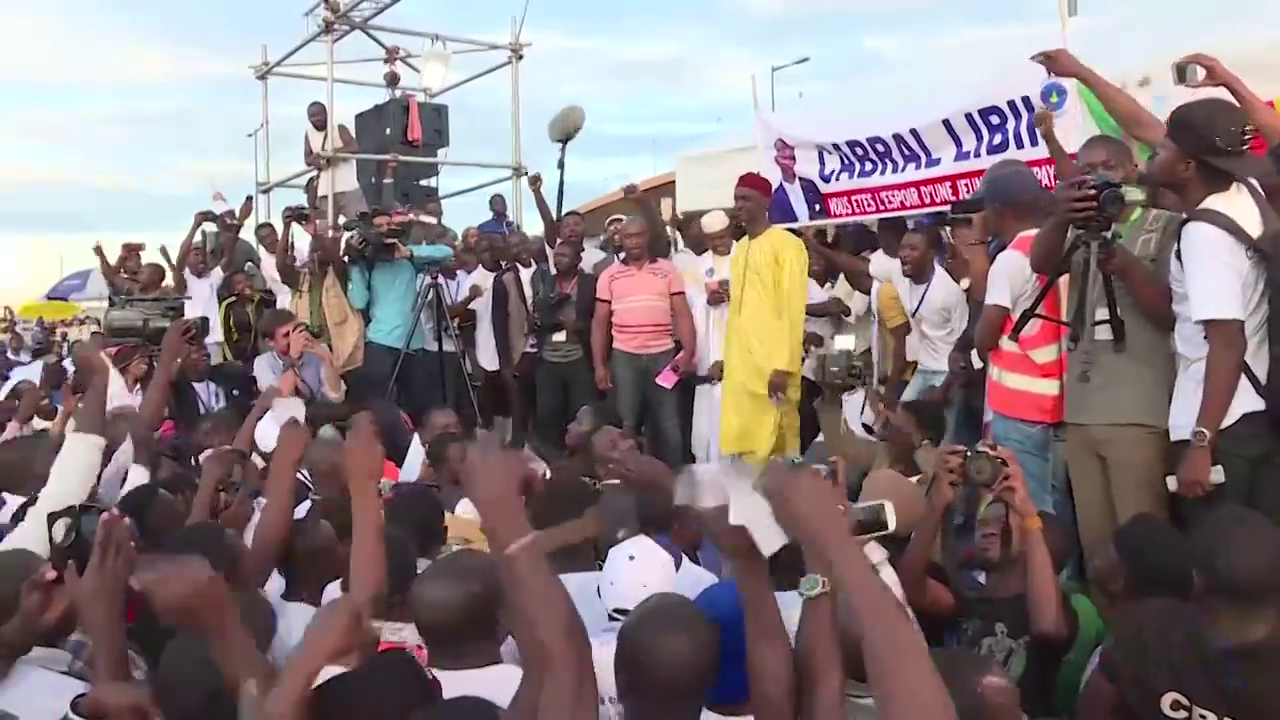
Dernier meeting de Cabral Libii avant l'élection présidentielle, à Yaoundé le 6 octobre 2018.

C'est en 2017, il se déclare candidat à l'élection présidentielle camerounaise de 2018. Il lance alors une campagne inédite intitulée "11 millions d'inscrits" en affirmant :  « Des milliers de mes compatriotes m’ont appelé à présider à leurs destinées. Cet authentique « appel du peuple » m’honore. Je sens sur mes épaules la lourdeur de la responsabilité d’un élu des cœurs et de raison. Merci en toute humilité. Le triomphe électoral d’idées nouvelles sur lesquelles nous nous accorderons le moment venu et d’hommes nouveaux lors des échéances à venir, nous impose dès maintenant à tous, un profond engagement. L’objectif au 1er janvier 2018 est de disposer d’un corps électoral de 11 millions d’inscrits au moins. Mettons-nous donc au travail »,.
Il obtiendra officiellement 6,28% des voix à l'issue de l'élection présidentielle.
Porté à la tête du Parti camerounais pour la réconciliation nationale (PCRN) en 2019, Cabral Libii est élu par la suite député à l'Assemblée nationale du Cameroun lors du double scrutin municipal et législatif au Cameroun le 9 février 2020 avec 4 autres de ses camarades.
Il est élu homme politique africain de l'année 2019 au Gifa d’or de Paris[pertinence contestée].
Le 17 mars 2020, il est officiellement élu secrétaire au bureau de l'assemblée nationale du Cameroun. Son parti politique le PCRN aura également engrangé 7 communes et des sièges en partage dans d'autres communes pour un total de 210 conseillers municipaux, performance qui hisse ce parti au rang de 2ème parti politique ayant des élus à la fois dans la partie Septentrionale et la partie méridionale du Cameroun.
En 2021, il publie un ouvrage qui présente son idéologie politique intitulé : Le fédéralisme communautaire. Un ouvrage dont le seul titre avant même parution, avait déchainé des critiques acerbes de la part de ses adversaires politiques. La publication effective du livre a néanmoins estompé les critiques et donné lieu à un débat plus structuré au sujet de la forme de l'Etat.
Le 28 mars 2024, Robert Kona, membre fondateur du Parti camerounais pour la réconciliation nationale (PCRN), par une lettre, informe le ministre de l'Administration territoriale, Paul Atanga Nji, de l'exclusion de Cabral Libii dudit parti politique.  Il amène ce différend en justice, laissant ainsi la justice camerounaise trancher. Le jeudi 5 septembre 2024, une décision du Tribunal de Première Instance (TPI) de Kaélé, dans la région de l’Extrême-Nord, confirme la victoire de Cabral Libii faisant de lui le leader du PCRN. Robert Kona annonce dans la foulée ne pas abandonner son action.
Le 02 avril 2024, il assiste à l'investiture de Bassirou Diomaye Faye au Sénégal,,.
En septembre 2024, il affirme vouloir se présenter à la présidentielle de 2025.
En mai 2025, le bureau politique du PCRN choisis Cabral Libii pour sa candidature à l'élection présidentielle de octobre 2025.

## Risius Holding
En décembre 2019, il fait l'annonce de son élection à la Présidence du Conseil d'Administration de Risius Holding, une multinationale spécialisée dans les domaines de l'Agrobusiness-Import-Export dont siège social est à Abidjan en Côte d'Ivoire. Très vite certains de ses adversaires politiques déclarent que c'est une société, créée 5 jours plus tôt, aux activités complètement fictives et inexistantes. D'autres font circuler des soupçons de société-écran et de blanchissement de l'argent de sa campagne électorale.
Cabral Libii apportera un démenti formel à toutes ces allégations en publiant dans les réseaux sociaux des documents officiels renseignant sur les activités de l'entreprise des années plus tôt, ainsi que des documents fiscaux et l'identité du Directeur Général.[réf. nécessaire]

## Récompenses
- 2019 : Élu « Homme Politique Africain »[14]
- 2017 : Lauréat du Prix d’excellence du «Meilleur booster de la démocratie camerounaise»[24].